# 上東貴志
上東 貴志（かみひがし たかし）は、日本の経済学者。神戸大学経済経営研究所教授。専門は経済理論、マクロ経済学。
2010年に「中原賞」を受賞。EconometricaやAmerican Economic Reviewをはじめとする経済学における主要な学術雑誌の査読を行っている。

## 経歴
- 1989年 京都大学卒業[3]
- 1990年 ウィスコンシン大学マディソン校大学院修士課程修了[3]
- 1994年
  - ウィスコンシン大学マディソン校博士課程修了、Ph.D.[4]
  - ニューヨーク州立大学ストーニブルック校経済学部助教授、准教授（2000年 - ）[3]
- 2000年 神戸大学経済経営研究所准教授（情報経済経営研究部門）[3]
- 2003年 同教授[3]

## 受賞
- 2006年 Outstanding Referee Award（Journal of Economic Dynamics and Control（英語））[3]
- 2010年 「中原賞」（日本経済学会）[2]
- 2011年 「第28回村尾育英会学術賞」（村尾育英会）[1][3]

## 主な著書

### 共編書
- （趙来勲と共編）"International Trade and Economic Dynamics: Essays in Memory of Koji Shimomura"（Springer、2008年。ISBN 978-3-540-78676-4）

### 主要な論文
- Takashi Kamihigashi (2001). “Necessity of Transversality Conditions for Infinite Horizon Problems”. Econometrica 69 (4):  995-1012. doi:10.1111/1468-0262.00227.